# Partito Popolare Cristiano (Norvegia)
Il Partito Popolare Cristiano (Kristelig Folkeparti, KrF) è un partito politico norvegese.

## Storia
È stato fondato nel 1933 con lo scopo di rappresentare un'alternativa al Partito Laburista Norvegese e a quello Conservatore. Ottenne, nello stesso anno, un seggio al Parlamento. Nel 1945, dopo la seconda guerra mondiale, incrementò i propri seggi ad otto. Nel 1963 e, successivamente, dal 1965 al 1971 entrò a far parte di una coalizione di governo con i conservatori, i liberali e i centristi. Nel 1972 il partito si schierò contro l'ingresso nella Comunità Europea ed il suo leader, Lars Korvald, per pochi mesi, fu nominato Primo Ministro.
Tra il 1983 ed il 1986 ed il 1989-1990, KrF fu di nuovo al governo con conservatori e centristi. Nel 1997, KrF ottenne il 13,7% dei voti e 25 seggi. Kjell Magne Bondevik, leader del partito, fu nominato Primo Ministro, in un governo composto con i liberali e i centristi e mantenne tale incarico fino al 2000. Nel 2001 il partito ottenne in 12,4% dei voti e 21 seggi e prese parte ad un governo con i conservatori e i liberali.
Alle elezioni del 2005, il partito ha dimezzato consensi e seggi (6,8% dei voti ed undici deputati), tornando all'opposizione.

## Leader
- Ingebrigt Bjørø (1933–1938)
- Nils Lavik (1938–1951)
- Erling Wikborg (1951–1955)
- Einar Hareide (1955–1967)
- Lars Korvald (1967–1975)
- Kåre Kristiansen (1975–1977)
- Lars Korvald (1977–1979)
- Kåre Kristiansen (1979–1983)
- Kjell Magne Bondevik (1983–1995)
- Valgerd Svarstad Haugland (1995–2004)
- Dagfinn Høybråten (2004–2011)
- Knut Arild Hareide (2011–in carica)

## Risultati elettorali
| Elezione          | Voti    | %   | Seggi    |
| ----------------- | ------- | --- | -------- |
| Parlamentari 2001 | 312.839 |     | 22 / 169 |
| Parlamentari 2005 | 178.889 |     | 11 / 169 |
| Parlamentari 2009 | 148.748 |     | 10 / 169 |
| Parlamentari 2013 | 158.497 |     | 10 / 169 |
| Parlamentari 2017 | 122.797 |     | 8 / 169  |
| Parlamentari 2021 | 113.344 | 3,8 | 3 / 169  |